# Кінематограф Австралії
Кінематограф Австралії або австралійська кіноіндустрія — система виробництва, розповсюдження та показу фільмів в Австралії.

## Історія розвитку
Історія кінематографу Австралії тісно пов'язана з історією країни, оскільки воно зародилося практично зі здобуттям незалежності Австралії. Австралійська дослідниця кінематографу так охарактеризувала його історію:
|  | Якщо ви вивчаєте австралійський фільм від початку до кінця, ви вивчаєте історію Австралії, тому що це молода країна, яка має перевагу використовувати кіно як документ у більшості випадків її короткої історії. З початком держави-нації те, що було закарбовано на кінострічку у першому документальному фільмі, а також показано через наступні соціальні, природні, політичні зміни, дає змогу спостерігати розвиток австралійського характеру, культури, як вони побачені очима кіномитців |

### Зародження кінематографу (кінець XIX ст. – 1910 рік)
Зародження австралійського кінематографу відбулося майже зразу ж після його винайдення. У 1896 році в Австралії відбулася одна з перших у світі зйомок. Експедиція Хадсона до Торресової протоки зняла ритуальний танець аборигенів. У тому ж році французький оператор Моріс Сестіє здійснив зйомку сходження пасажирів з порому у Сіднеї, а наступного року - забіги на кубку Мельбурна. У 1899-1900 роках Армія Спасіння зняла два фільми на християнську тематику.
Значним досягненням австралійського кінематографу стали зйомки в 1900 році параду в Сіднеї на честь отримання незалежності Австралії. Зйомки проводилися п'ятьма кінокамерами з різних місць. Фільм, який символізував зародження нової нації,  вийшов у 1901 році і успішно демонструвався у різних країнах. У 1906 році в Австралії вперше у світі був знятий повнометражній німий художній фільм «Правдива історія банди Келлі» (тривалість 70 або 80 хв). Фільм мав успіх як і в Австралії так і за її межами, зібравши на той час велику суму - 20 тис. фунтів стерлінгів.

### 2020–тепер
Пандемія COVID-19 сильно вплинула на австралійську кіно- та телеіндустрію: щонайменше 60 зйомок було припинено, а близько 20 000 людей було звільнено з роботи. У понеділок, 23 березня, всі виробництва, фінансовані Screen Australia, були відкладені. Станом на 15 квітня 2020 року, після деякого покращення статистики COVID-19 в Австралії, Screen Australia продовжує фінансувати роботу та обробляти заявки, маючи намір використати весь свій бюджет на 2019/2020.
Через деякий час після відновлення кіно- та телеіндустрії виробництво кількох фільмів було відновлено. З числа перших були «Втеча з Преторії» (2020) та «Мортал Комбат» (2021). Далі «Самотній» (2022) та інші.

## Список найкасовіших австралійських фільмів за десятиліттями[1]
| Десятиліття | Назва фільму                 | Рік  | Світові збори                   |
| ----------- | ---------------------------- | ---- | ------------------------------- |
| 1900-ті     | Правдива історія банди Келлі | 1906 | 20 тис. фунтів стерлінгів       |
| 1910-ті     | «Фатальне весілля»           | 1911 | 18 тис. фунтів стерлінгів       |
|             | «Історія життя Джона Лі»     | 1912 | 20 тис. фунтів стерлінгів       |
| 1920-ті     | «Засуджений довічно»         | 1927 | понад 40 тис. фунтів стерлінгів |
| 1930-ті     | «На нашій ділянці»           | 1932 | 60 тис. фунтів стерлінгів       |
|             | «Мовчання Діна Метленда»     | 1934 | 50 тис. фунтів стерлінгів       |
| 1940-ві     | «40 000 вершників»           | 1940 | 130 тис. фунтів стерлінгів      |
|             | «Сміті»                      | 1946 | понад 50 тис. фунтів стерлінгів |
|             | «Оверлендери»                | 1946 | 150 тис. фунтів стерлінгів      |
| 1950-ті     | «Прогулянка в рай»           | 1956 | 40 тис. фунтів стерлінгів       |
| 1960-ті     | «Вони дивний натовп»         | 1966 | понад 2 млн доларів             |
| 1970-ті     | «Елвін Фіопп»                | 1973 | 7,2 млн доларів                 |
|             | Пікнік біля Навислої скелі   | 1976 | понад 5 млн доларів             |
| 1980-ті     | Крокодил Данді               | 1986 | 328,2 млн доларів               |
|             | Крокодил Данді 2             | 1988 | 239,6 млн доларів               |
| 1990-ті     | «Тяжко хворий»               | 1992 | 80 млн доларів                  |
|             | Бейб                         | 1995 | 254,2 млн доларів               |

## Кінознавство в Австралії
З початком у 1970-х роках Австралійської хвилі формується кінознавство  Австралії. Закладається підґрунтя для розвитку кінокритики, історії та теорії кіно. Створення національного кіноархіву показало, серйозне ставлення уряду країни до розвитку кінематографу. У 1975-1985 роках дисципліни кінознавства набувають академічного статусу. У школах, коледжах, інститутах, університетах у програмах навчання з'являються курси з кінематографії.
У цей же час в Австралії проводяться конференції присвяченні питанням кінематографії, створюються організації, які займаються вивченням кіно, зокрема Австралійська асоціація вивчення кіно. Починають виходити фахові журнали.